# 11 de Junio (1827)
La Goleta 11 de Junio (ex 9 de Janeiro) fue un navío de la Armada Argentina que combatió durante la guerra con el Imperio del Brasil. 

## Historia
La 9 de Janeiro sirvió en la armada brasilera y en 1827 fue asignada a la Tercera División que comandada por Jacinto Roque de Sena Pereira debía operar sobre el Río Uruguay.
En la Batalla de Juncal librada los días 8 y 9 de febrero de 1827 la escuadra argentina al mando de Guillermo Brown destruyó a la Tercera División imperial.

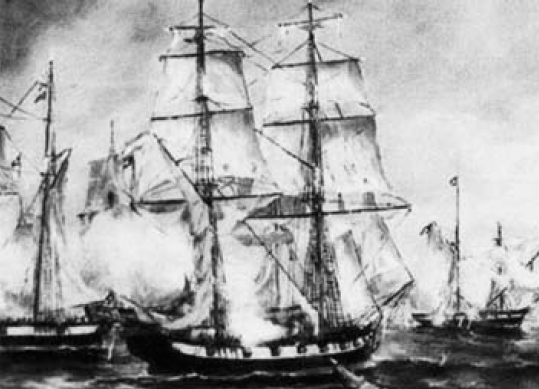
Batalla de Juncal

De la Tercera División, las tres principales naves, Goleta Oriental, Bergantín Dona Januária y Goleta Bertioga habían sido capturadas en la segunda jornada de la batalla mientras que la Goleta Vitoria de Colonia y la Cañonera Atrevida escaparon por el Río Paraná por la boca llamada Gutiérrez, la Goleta Brocoió con las Cañoneras Paraty e Iguapé huyeron por otra bocas del mismo río y el grueso, las goletas 9 de Janeiro, Liberdade do Sul, Itapoã, 7 de Março y 7 de Setembro, las cañoneras Cananéia y Paranaguá, un lanchón de 12 remos y dos lanchas más pequeñas huyeron al norte aguas arriba del Uruguay. Había tomado el mando de este grupo el Teniente Germano de Souza Aranha, comandante de la goleta Itapoã. 
Las dos naves del primer grupo fueron las únicas que consiguieron huir y arribar a Colonia del Sacramento. Las que huyeron por las restantes bocas del Paraná fueron rápidamente capturadas.
La flotilla de Souza Aranha continuó la retirada, pero las Liberdade do Sul, Itapoã y 7 de Março, dañadas por el combate, fueron encalladas en un paraje llamado San Salvador e incendiadas. 

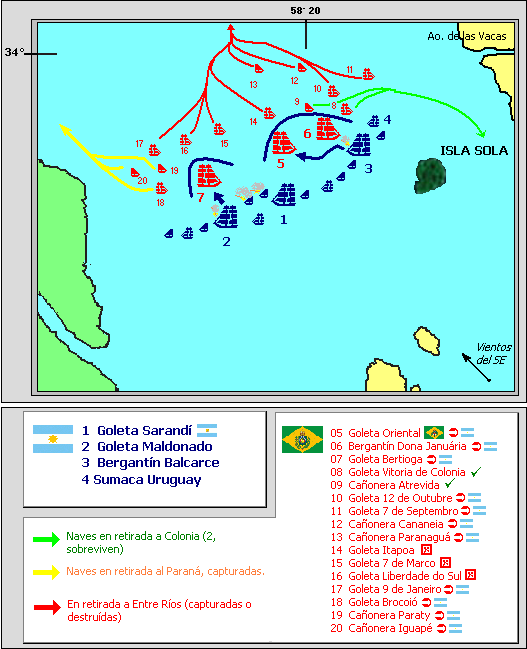
Retirada de las fuerzas brasileras.

Los buques sobrevivientes incluyendo a la 9 de Janeiro siguieron río arriba conduciendo hacinados en las pequeñas embarcaciones a 351 sobrevivientes, entre oficiales y tripulantes, con la intención de rendirse a la Provincia de Entre Ríos. 
De acuerdo a lo planeado, Souza Aranha tras arrojar sus cañones por la borda, exceptuando los cañones giratorios de a 24 de dos de sus goletas, rindió sus barcos al gobernador de la Provincia de Entre Ríos en Gualeguaychú.
Brown fondeó frente a Gualeguaychú y solicitó la entrega de las naves y los prisioneros. Las autoridades entrerrianas resistieron la entrega, considerando que debía primar la capitulación efectuada ante la Provincia, lo que Brown rechazó de plano, por lo que montó una operación combinada por tierra y agua que le permitió capturar las embarcaciones refugiadas.
La 9 de Janeiro fue bautizada como 11 de Junio, fecha de la batalla de Los Pozos, y se incorporó a la flota argentina.